# أقصليس ديليني
أقصليس ديليني (الاسم العلمي:Oxalis dillenii) أو الأقصليس الأصفر الشائع (بالإنجليزية: Common yellow wood-sorrel)‏ هو نوع من النباتات يتبع جنس الأقصليس من الفصيلة الحماضية.